# Ганс-Герман Фіттінг
Ганс-Герман Фіттінг (нім. Hans-Hermann Fitting; 27 травня 1920, Штаргард — 16 квітня 1945, Північне море) — німецький офіцер-підводник, оберлейтенант-цур-зее крігсмаріне.

## Біографія
16 вересня 1939 року вступив на флот. В серпні 1940 року відряджений в морський портовий дивізіон. З січня 1941 року служив у 8-м запасному морському артилерійському дивізіоні, з травня 1941 року — в 1-й, 23-й і 25-й флотиліях. В березні-серпні 1943 року навчався в штурманському училищі, з серпня 1943 по січень 1944 року — в торпедному училищі та училищі зв'язку. В лютому-квітні 1944 року пройшов курс командира підводного човна, в червні-липні — командирську практику на підводному човні U-1056. З липня 1945 року — командир U-1274. 1 квітня 1945 року вийшов у свій перший і останній похід. 16 квітня потопив британський тепловий танкер Athelduke водотоннажністю 8966 тонн, який перевозив 12 600 тонн меляси; 1 з 47 членів екіпажу загинув. Того ж дня U-1274 був потоплений в Північному морі, північніше Ньюкасла (55°36′ пн. ш. 01°24′ зх. д.) глибинними бомбами британського есмінця «Віцерой». Всі 44 члени екіпажу загинули.

## Звання
- Кандидат в офіцери (16 вересня 1939)
- Фенріх служби озброєнь (1 липня 1940)
- Лейтенант служби комплектування (1 березня 1942)
- Оберлейтенант-цур-зее (1 жовтня 1943)